# 偰維賢
偰維賢（1546年—？），字佑之，雲南姚安府姚州人，民籍，明朝政治人物。

## 生平
偰氏是蒙元时期从西域高昌回鹘迁入中土的色目人家族，因其祖先曾居住在偰辇杰河（今色楞格河）流域，故以偰为姓。元代偰氏分化为福建建阳、江西南昌、江苏溧阳三支。明初学士南昌偰斯之孫偰士忠在姚安做官，遂定居此地。姚安偰氏受当地环境影响信仰了伊斯兰教，成为回族。
雲南鄉試第十五名。隆慶二年（1568年）戊辰科會試第一百四名，三甲第三百零六名進士。官长沙府推官。

## 家族
曾祖偰永福；祖父偰文政；父偰雲，教諭。母章氏。具庆下。兄维一。